# Еберхард XI фон Ербах-Ербах
Еберхард XI фон Ербах-Ербах (на немски: Eberhard XI Schenk von Erbach-Erbach; † 11 декември 1414) е шенк на Ербах в Ербах в Оденвалд.
Той е четвъртият син на шенк Еберхард X фон Ербах-Ербах († 1425) и съпругата му Елизабет фон Кронберг († 1411), дъщеря на Хартмуд VI фон Кронберг († 1372) и първата му съпруга Вилебирг фон Изенбург-Бюдинген († сл. 1352). По-малък брат е на шенк Конрад VIII фон Ербах-Ербах († 1464).
Еберхард XI фон Ербах-Ербах умира бездетен на 11 декември 1414 г. преди баща си.

## Фамилия
Еберхард XI фон Ербах-Ербах се жени за Лукардис фон Валдбург († сл. 1440), дъщеря на Йохан II фон Валдбург, рицар цу Траухбург († 1424) и третата му съпруга Елизабет фон Монфор († сл. 1399/1422) или четвъртата му съпруга фрайин Урсула фон Абенсберг († 1422). Те нямат деца.
Вдовицата му Лукардис фон Валдбург се омъжва втори път сл. 11 декември 1414 г. за Хайнрих фон Зулментинген.